# Рендал Лайвсей, Флоренс
Флоренс Гамильтон Рендал Лайвсей (англ. Florence Hamilton Randal Livesay, 3 ноября 1874 — 28 июля 1953) — канадская писательница и переводчица украинской литературы.

## Биография
Флоренс Гамильтон Рендал родилась 3 ноября 1874 года в канадском городе Комптон (провинция Квебек) в семье Мери Луиз Эндрюс и Стивена Рендала. Училась в комптонском колледже для девушек, а позже год в нью-йорской частной школе. По окончании обучения Флоренс семь лет работала в качестве редактора раздела, посвящённого культурной общественной жизни города, и редактора женской страницы Evening Journal в Оттаве. В 1902 году она была одной из сорока канадских учителей, отправленных преподавать в бурские концентрационные лагеря в Южной Африке. В 1903 году Рендал вернулась в Канаду и три года проработала в Winnipeg Telegram, а позже в Manitoba Free Press, где затрагивала ряд феминистических вопросов, таких как избирательное право и карьерные возможности для женщин. В это же время она начала издавать свои рассказы и поэзию в газетах и журналах США и Канады. Лайвсей также получила известность как переводчик украинской поэзии с украинского языка на английский. Работала вместе с Павлом Кратом, который помог ей в переводе нескольких украинских песен, а также написал предисловие к её антологии Songs of Ukraina with Ruthenian Poems. Была членом Canadian Women’s Press Club.
1 сентября 1908 года Рендал вышла замуж за журналиста Джона Фредерика Блай Лайвсей. У пары в браке родилось две дочери — поэтесса Дороти Лайвсей и София, а также сын Артур, который умер вскоре после рождения. Флоренс сыграла значительную роль в начале писательской карьеры Дороти, отправляя её ранние стихи в журналы и давая редакционные советы для её первых сборников стихов. В 1920 году семья переехала в небольшой городок рядом с Торонто Кларксон. В 1944 году после смерти её мужа Флоренс переехала в Торонто, а позже в Гримсби, где и прожила до самой своей смерти в 1953 году.

## Переводческая деятельность
Впервые украинский язык Флоренс услышала в 1914 году от горничной своих детей. Однажды, когда Флоренс играла на фортепиано, украинка попросила у неё разрешения спеть украинские песни, которые сразу же очаровали поэтессу. Она решила, что и другие канадцы должны почувствовать их красоту и решила выучить украинский язык и подробнее изучить украинскую культуру и литературу. Вскоре она познакомилась с Павлом Кратом, который не только помог ей в изучении украинского языка и культуры, но и в самом переводе. В 1916 году Лайвсей издала книгу Songs Of Ukrania, With Ruthenian Poems, в которую вошли украинские народные песни, творчество Ивана Котляревского, Степана Руданского, Юрия Федьковича и Тараса Шевченко. Она также перевела гимн «Ще не вмерла Україна», опубликовав его вместе с нотами и оригинальным текстом.
В дальнейшем Лайвсей выступала с различными докладами на украинском языке, опубликовала ряд украиноязычных статей. В 1940 году был издан перевод повести Квитка-Основьяненко «Маруся», с работой над которым также писательнице помогал Крат. Предисловие же написал генерал-губернатор Канады лорд Твидсмур. В 1981 году был издан ещё один сборник её переводов Down Singing Centuries: Folk Literature of the Ukraine, куда вошёл, в том числе, перевод «Лесной песни» Леси Украинки.
Хотя современные литературоведы отмечают несовершенство и часто непонятность для англоязычных читателей переводов Лайвсей, сборник сыграл большую роль в продвижении украинской литературы и получил множество положительных рецензий в разных странах мира. В переводах писательницы также много пропусков и собственных вставок.